# Перевірка благонадійності
Лояльність, благонадійність — вірність діючим законам, постановам органів влади.

У результаті перевірки благонадійності особам надається статус, який дозволяє отримувати доступ до секретної інформації або до місць з обмеженим доступом. Зазвичай процес передбачає уважну перевірку всього життя людини.
Термін «перевірка благонадійності» застосовують як для державних структур, так і для приватних організацій, якщо посада передбачає роботу з конфіденційною інформацією. Сама перевірка ще не означає передачу доступу. Організація має запевнити, що людина, яка пройшла перевірку, має знати зазначену інформацію. Ніхто не має автоматично надавати доступ до таємної інформації просто через посаду або проходження перевірки.